# Franc Žuža
Franc Žuža (tudi Suscha), slovenski pridelovalec hmelja in  pivovar, * 11. julij 1825, Žalec, † 14. april 1871, Žalec.
Franc Žuža, sin posestnika in lastnika premogovnikov v Savinjski dolini, je leta 1842 v Žalcu ustanovil pivovarno, ki je 1874 prešla v last Simona Kukca.
Pridobil si je več zemljišč v okolici Žalca in na njih 1854 zasadil prvi večji nasad hmelja v Savinjski dolini. Sadil je boljše sorte hmelja uvožene iz Češke (žateški hmelj), vendar je hmeljnik zaradi neprimernosti sorte propadel. Z veliko podjetnostjo si je pridobil tudi lastniške deleže v premogovniku Zabukovica.